# Maňas
Staročeské příjmení Maňas je pravděpodobně odvozeno od sochy nebo herce.[zdroj?] V dnešní době je tímto příjmením nejhustěji osídleno Zlínsko. Jedná se o nečasté a vzácné jméno patřící ke staročeštině. V dnešní době jde také ale i o pokrm tzv. táborský maňas, což je jídlo připravované z krup, škvarků, brambor, sušených hub a dalších surovin připravený pečením. Dalším využitím slova Maňas, i když zdrobnělinou je maňáskové divadlo, ve kterém jsou postavy vyobrazeny na prstech jejich vodičů. V dnešní době však zájem o toto divadlo upadá.

## Historie příjmení

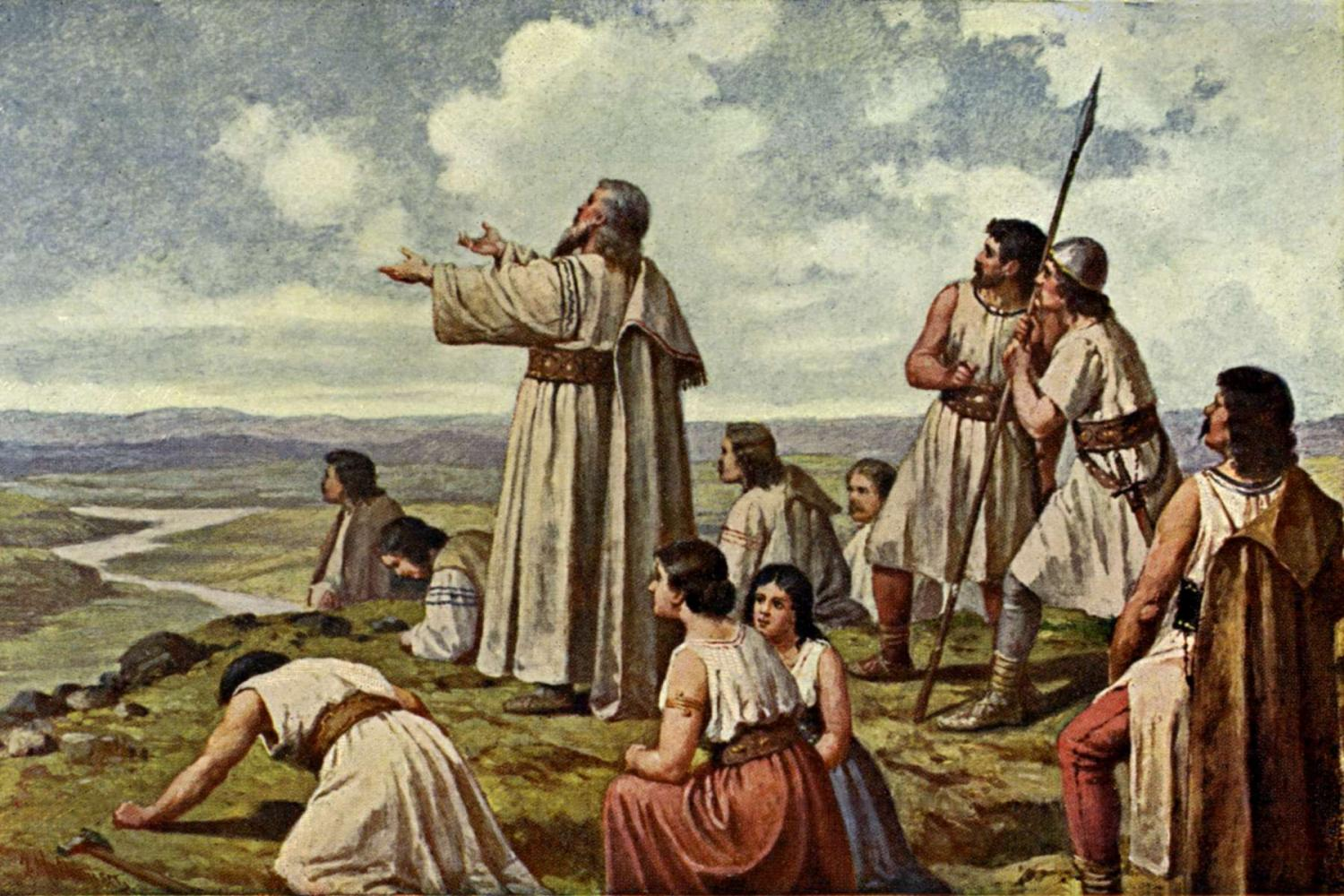
Josef Mathauser – Praotec Čech na hoře Říp.

- V Obrazech dějin národa Českého od Vladislava Vančury. Praotec Čech, který hledal nové sídliště pro svůj velmi početný rod, hledaje dlouze a při namáhavém pochodu za úrodnější půdou a zelenými pastvinami, obveselovali unavené pocestné svým zpěvem a hrou na hudební nástroje muži, kterým se říkalo Maňasé.[zdroj?]

- Všechny definice se celkem shodují, že maňas ve staré češtině znamená něco jako panák, vyobrazení postavy člověka, ale přec něco neživého. Stojíš tam jak maňas, myšleno socha, panák – něco, co je bez života. Vyobrazení maňasa jako figury s podobou člověka, vždyť maňásek, jako loutka je rovněž vyobrazení člověka a je to zároveň neživá věc. Často se taky loutka maňásek vyobrazuje jako kašpárek, což může mít význam taky jako ten hlupák.

## Jméno Maňas na poli hudby
Rod hudebníků tohoto jména je jedním z nejznámějších zástupců bohatých tradic kapelnických rodů v Čechách a na Moravě. Jejich skladby můžeme nalézt v repertoáru populárních dechových kapel na území českém ale i v zahraničí. Kořeny této rodiny sahají hluboko do historie a nejstarší záznam pochází z roku 1590. Rod jako takový má kořeny ale i aktuální působiště v obci Sehradice.

## Význam jména

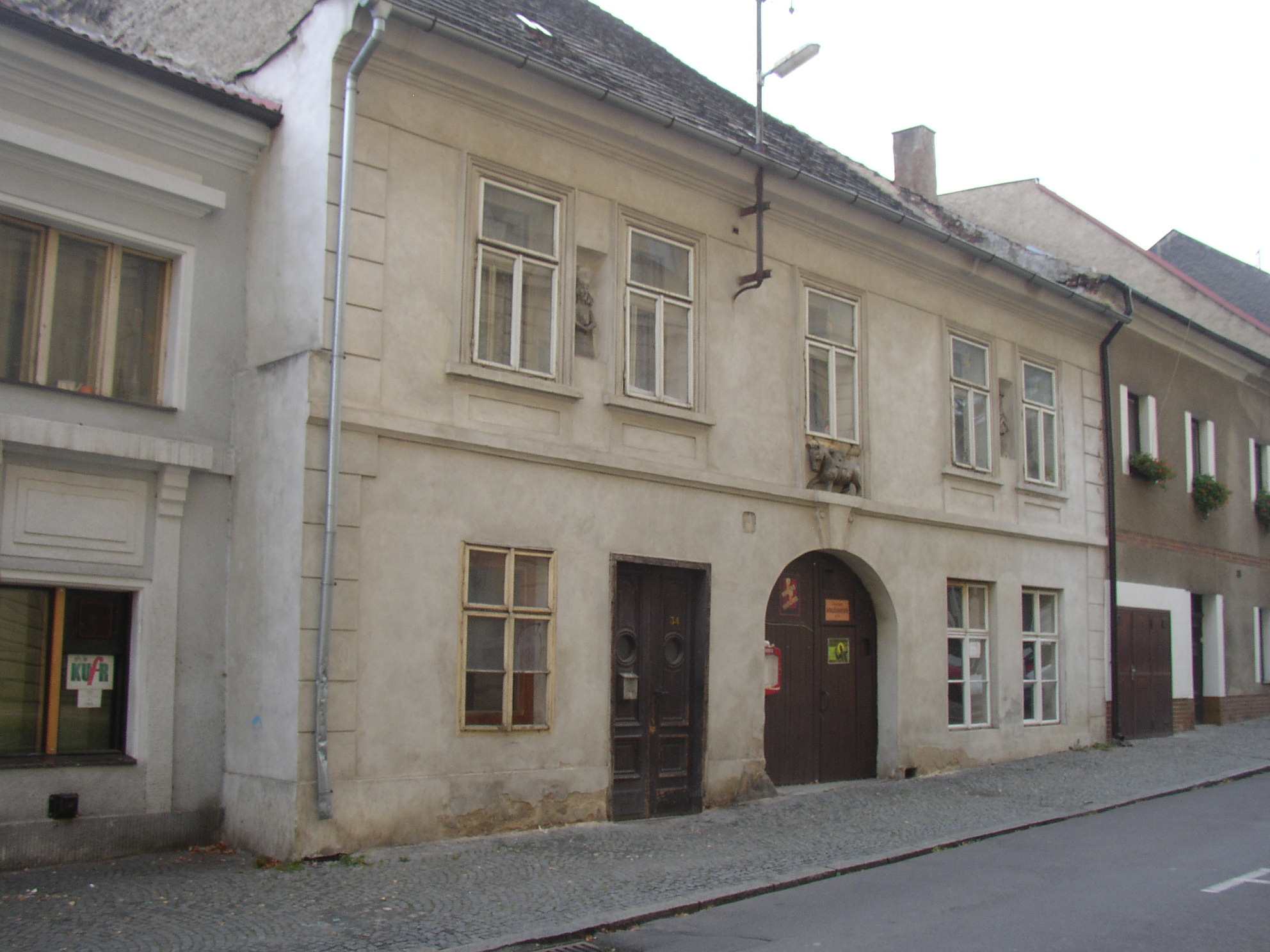
Měšťanský dům Maňasovský ve Slaném

Význam slova maňas a nebo maňásek je víc než rozporuplný a v mnoha teoriích se rozchází.
- Co se týká významu slova se vyjadřují i příručky a slovníky. V Malém staročeském slovníku je slovo maňas, -a m. panák, figura, socha; modla.
- V publikaci Doubravy Moldanové, Naše příjmení, je význam podobný, socha, modla, tatrman, hlupák.
- Ve Slovníčku staré češtiny Františka Šimka, maňas m. = tělo bez hlavy, modla, socha.
- Nejlépe je však význam popsán Janem Gebauerem ve Slovníku Staročeském: maňas, -a, masc., panák, figura, socha, Figur, Statue. — (Malíř namaloval na pranýř) maňasa Wint Obr. 1, 512 (z roku 1535). (Na kašně byli) Faunové, Satyrové, Najades a jiní maňasové t. 1, 533 (XVI stok). Ezechiáš ty maňasy (t. modly) troskotati poraučel Lab. 35, 1. Vobraz, Maňas, modla… máť dobře tvářnost člověka, ale není v něm žádného života RešSir. 227a. – Příjm.: Manyas TomZ. 1403 n 137.
- Maňas najdeme poprvé v Žídkově Správovně z 15. století: Kněží na kázání umučení božiemu „maňasi“ přezdívají. V 16. století je běžnější; znamená‚ socha, figura, pejor‚ modla. Až později jsou uváděny významy: loutka, tlustý člověk, mamlas, druh jídla, malá loďka apod. Nejstarší datovaný doklad na slovo maňásek pochází z Veleslavínova Nomenclatoru z roku 1586 ve významu‚ panáček, loutka, figurka.
- Další možností je francouzské slovo marionette, což znamená loutka.
- V divadelním průmyslu se také nachází maňásek jako malá postavička nebo převlek přes prsty.

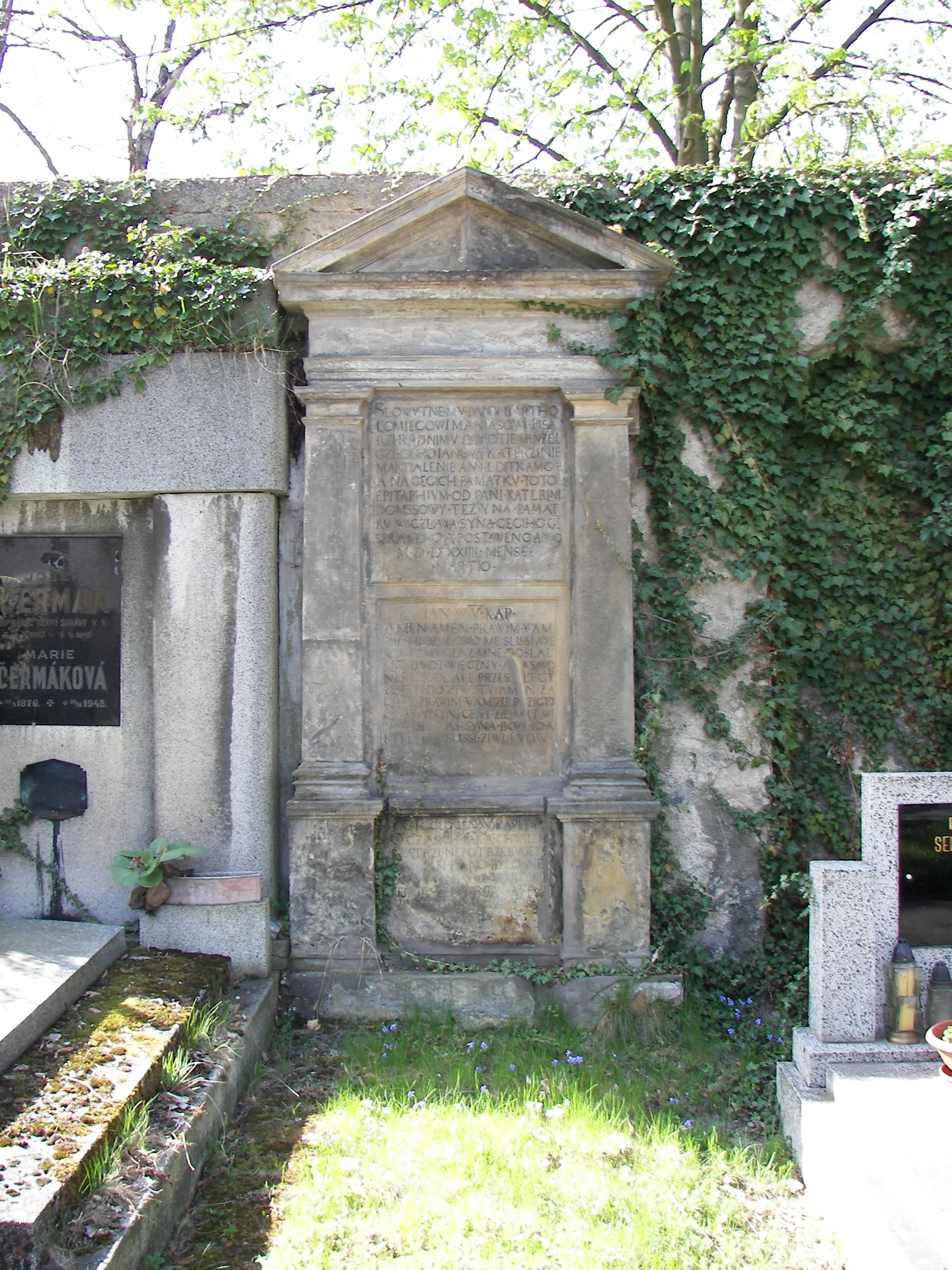
Jeden z nejstarších (nejspíš nejstarší) dochovaný hrob na I. Slánském hřbitově. hrob patří B. Maňasovi, slánskému písaři

## Úsloví
„Stojíš tam jak maňas“ – socha, panák.

## Nositelé příjmení
- Bartoloměj Maňas († 1584), slánský písař
- Jaroslav Maňas (1913–1985[2] nebo Letovice[3]), ochotnický divadelní režisér
- František Maňas (1921–2004), hudební skladatel a dirigent
- Miroslav Maňas (1935–2024), statistik[4]
- František Maňas ml. (* 1946), skladatel, pedagog a hudebník
- Josef Maňas (18. srpna 1904 – 10. října 1941)[5] řezník, který byl jedním z popravených 10. října 1941 za I. stanného práva v Praze
- Pavel Maňas (malíř) (* 1961), malíř
- Václav Maňas st. (1914–1997), skladatel a hudebník
- Václav Maňas ml. (* 1942), skladatel, pedagog a hudebník
- Miroslav Maňas (* 1947), vědec v oboru obor technologie makromolekulárních látek[6]
- Pavel Maňas (voják), vědec zabývající se prací směřovanou do oblasti matematického modelování speciálních ocelových konstrukcí a do oblasti inženýrské podpory projektování vojenských konstrukcí.[7]
- Dalibor Maňas, básník, žurnalista, kytarista v undergroundovém uskupení Vítrholc [8]
- Rudolf Maňas (* 1946), rozhlasový technik
- Stanislav Maňas, školitel oboru Výrobních strojů a zařízení na FS ČVUT v Praze.[9]
- David Maňas (politik) (* 1965), bývalý zastupitel Moravskoslezského kraje[10]
- David Maňas,[11]
- Petr Maňas (* 1971), Key Account Manager, Plasty
- Michal Maňas, malakolog[12]
- Vladimír Maňas (* 1979), historik a muzikolog
- Marie Maňasová, lektorka na Katedře ochrany rostlin ČZU v Praze
- Anna Maňasová (* 24. dubna 1988), podnikatelka, která studovala na Cambridge
- Ilona Maňasová (* 1989), zpěvačka a malířka
- Jan Maňas (* 13. dubna 1995), novinář